# Hengqin Headquarters Tower 2
La Hengqin Headquarters Tower 2 est un gratte-ciel proposé à Zhuhai en Chine, depuis 2013. Il sera voisin de la Hengqin Headquarters Tower 1, plus petite.